# オレクシー・クレーバ
オレクシー・ヴォロディミロヴィチ・クレーバ(ウクライナ語: Кулеба Олексій Володимирович)は、ウクライナの政治家。2024年9月5日より、ウクライナ復興担当副首相兼地域開発大臣を務める。

## 経歴
- 2022年2月8日 - キーウ州知事に任命された[2]。
- 2022年3月15日、キーウ州知事を解任された[3]。以降、2022年5月21日までキーウ州人道支援責任者を務めた[4]。
- 2022年5月21日、再びキーウ州知事に任命された[5]。
- 2023年1月24日、キーウ州知事を解任された[6]。同日、ウクライナ大統領府副長官に任命された[7]。
- 2024年9月5日、ウクライナ大統領府副長官から解任された[8]。同日、ウクライナ最高議会は240人の賛成を得てクレーバをウクライナ復興担当副首相兼地域開発大臣に任命した[1]。

## 栄典
ボフダン・フメリニツキー勲章(3等) - 2022年3月24日

## 親族
父親はジャーナリストのウォロディミル・クレーバである。